# Avressieux
Avressieux är en kommun i departementet Savoie i regionen Auvergne-Rhône-Alpes i sydöstra Frankrike. Kommunen ligger i kantonen Saint-Genix-sur-Guiers som tillhör arrondissementet Chambéry. År 2022 hade Avressieux 534 invånare.

## Befolkningsutveckling
Antalet invånare i kommunen Avressieux
| Referens: INSEE |